# Damua
Damua é uma vila no distrito de Chhindwara, no estado indiano de Madhya Pradesh.

## Demografia
Segundo o censo de 2001, Damua tinha uma população de 15 856 habitantes. Os indivíduos do sexo masculino constituem 52% da população e os do sexo feminino 48%. Damua tem uma taxa de literacia de 73%, superior à média nacional de 59,5%: a literacia no sexo masculino é de 79% e no sexo feminino é de 66%. Em Damua, 10% da população está abaixo dos 6 anos de idade.